# 五種不翻
五不翻，是指由唐代玄奘法師所提出的翻譯理論。其具體指在將梵文譯成漢文（文言文）時，遇五種情形不進行意譯，而保留其原音，即進行音譯。
玄奘法師對一部分梵語未進行意譯而直接采用了音譯，後來提出了「五不翻」的翻譯理論。玄奘以後的佛經翻譯仍多沿用此理論，對部分詞匯進行音譯。到現在，其理論仍在漢字文化圈以外語言的翻譯工作中發揮重要參考作用。

## 內容
五種不翻的理論具體是指：
- 秘密故、如陀罗尼。
甚深微妙而不可思議的佛之秘密語，不翻（意義）。如，般若心經最後一節的「羯諦　羯諦　波羅羯諦　波羅僧羯諦　菩提薩婆訶」的真言、陀羅尼等詞類。
- 含多义故、如薄伽梵具六义。
多種含義的詞，不翻（意義）。如兼具自在、熾盛、端嚴、名稱、吉祥、尊貴六意的薄伽梵（亦有翻譯為世尊的情況）等詞，不意譯。
- 此无故、如閻浮樹、中夏实无此木。
本地（漢地）沒有的事物，不翻（意義）。如印度的閻浮樹、乾闥婆、迦楼羅等事物，為漢地所無，保留原音。
- 顺古故、如阿耨菩提、非不可翻、而摩腾以来常存梵音。
沿用以前既存的翻譯方法。如「阿耨多羅三藐三菩提」，意為「無上正等正覺」，而自從東漢以來，歷代譯經者皆采用此音譯，故保留前人規式。
- 生善故，如般若尊重，智慧轻浅。
為讓人對要翻譯的事物存尊重之心，而音譯。如般若、釋迦牟尼、菩提薩埵等，不譯為「智慧」、「能仁」、「道心眾生」等，因為前者能令人生尊重之念，而後者則易被人輕視。